# Jamides batjanensis
Jamides batjanensis är en fjärilsart som beskrevs av Johannes Karl Max Röber 1886. Jamides batjanensis ingår i släktet Jamides och familjen juvelvingar. Inga underarter finns listade i Catalogue of Life.